# Jubel
Jubel è un singolo del DJ francese Klingande, pubblicato il 10 settembre 2013.

## Promozione
Dal 3 marzo all'8 giugno 2014 è stata la colonna sonora degli spot Wind.

## Tracce
Download digitale
1. Jubel (Radio Edit) – 3:21
2. Jubel – 4:43

CD-single
1. Jubel (Radio Edit) – 3:19
2. Jubel – 4:44

Promo - Digital
1. Jubel (Radio Edit) – 3:21
2. Jubel (Original Mix) – 4:43
3. Jubel (Zero Set Remix) – 5:38
4. Punga – 5:08

Digital EP
1. Jubel (Radio Edit) – 3:18
2. Punga – 5:08
3. Jubel (Original Mix) – 4:43
4. Jubel (Zero Set Rework) – 5:38

## Classifiche
| Classifica (2013/2014) | Posizione massima |
| ---------------------- | ----------------- |
| Austria                | 1                 |
| Belgio (Fiandre)       | 1                 |
| Belgio (Vallonia)      | 2                 |
| Danimarca              | 8                 |
| Finlandia              | 5                 |
| Francia                | 5                 |
| Germania               | 1                 |
| Italia                 | 1                 |
| Norvegia               | 2                 |
| Paesi Bassi            | 9                 |
| Repubblica Ceca        | 10                |
| Slovacchia             | 2                 |
| Spagna                 | 9                 |
| Svezia                 | 3                 |
| Svizzera               | 1                 |
| Ungheria               | 4                 |

### Classifiche di fine anno
| Classifica (2013) | Posizione |
| ----------------- | --------- |
| Austria           | 29        |
| Italia            | 69        |
| Svizzera          | 39        |

| Classifica (2014) | Posizione |
| ----------------- | --------- |
| Italia            | 3         |